# Papuagrion magnanimum
Papuagrion magnanimum là một loài chuồn chuồn kim trong họ Coenagrionidae.
Papuagrion magnanimum được Selys miêu tả khoa học năm 1876.